# Стубленските липи
„Стубленските липи“ е български игрален филм (драма) от 1960 година на режисьора Дако Даковски, по сценарий на Стоян Даскалов. Оператор е Емануил Пангелов. Музиката във филма е композирана от Любомир Пипков.

## Актьорски състав
- Мирослав Миндов – Петко Стубленски
- Грациела Бъчварова – Гана
- Иван Братанов – Тончо
- Владислав Молеров – Ралчо
- Ганчо Ганчев – Костадин
- Найчо Петров – Вандо
- Веселин Василев – Нинчев
- Никола Дадов – Дойчинов
- Мария Русалиева – Нешка
- Иванка Даковска (като Иванка Милева) – Емилия
- Стоил Попов – Пешо Безсолния
- Димитър Абаджиев – Георги
- Константин Кисимов – дядо Мишон
- Николай Дойчев – Боцата
- Руска Данчева – Ваца
- Георги Банчев – Бай Герго
- Свобода Молерова – Есенка
- Пенчо Петров – Гмуреца
- М. Каракънева – Николина
- Асен Кисимов – Ангел
- С. Ганев
- Л. Петкова
- Гергана Даковска (като Г. Дакова) – Венчето
- В. Котова